# Ислямизация в българските земи
Ислямизация или помохамеданчване (потурчване – разговорно) се нарича процесът на разпространение на исляма сред население, изповядващо друга религия.
Ислямизацията на Балканите е постепенен процес, който започва през петнадесети век с помохамеданчването на бившия военен и административен елит. Той се развива като широко разпространено явление през шестнадесети и особено през седемнадесети век, когато големи групи от населението в селските райони започват да приемат исляма. Седемнадесети век може да бъде определен като връх на ислямизацията. До началото на осемнадесети век вече около четиридесет процента от населението на Балканите е било съставено от мюсюлмани.
 Приемането на исляма е доброволен процес, като изключение са момчетата, събирани чрез т. нар. кръвен данък и на някои форми на индивидуална насилствена ислямизация. 
Той се стимулира от комбинация от социални и икономически фактори. Впоследствие голяма част от ислямизиралото се балканско население се турцизира.

## Ислямизация на българското население
Българските историци не разполагат с много местни исторически източници за ислямизационните процеси, като основната причина е унищожаването на българската книжовна школа след прекъсването на българската държавност през 90-те години на 14 век. Сведения се черпят предимно от архивите на Османската империя и от доклади на чужди пътешественици и дипломати.
Първите известни данни за приемане на исляма от българи са от края на 14 век — непосредствено след завладяването на българските земи от османските турци.

В послание от 1373 г. на папа Григорий ХІ до архиепископа на Гран папата пише: 
| „ | Безбожните неверници, наречени турци, тези най-жестоки врагове на Христовото име и негови неукротими преследвачи... завладяха и свирепо разориха обширни области на ромейското и българското царство и кралството на Рашка, както и други страни на люде изповядващи Христовото име, ако и бидейки схизматици...Техните обитатели бяха или жестоко изстребени, или отведени в жалка робия, или по някакъв друг начин поставени под ярема на най-злощасното робство, като някои от тях, уви, се отрекоха от христовото име... | “ |
| Пламен Павлов; Иван Тютюнджиев. Българите и османското завоевание (края на ХІІІ – средата на ХV в.), историческа библиотека „Слово“, Велико Търново, 1995 г. | |   |

В свидетелство от тази епоха на българския духовник и книжовник Йоасаф Бдински през 1394 г. е записано: 
| „                                                                  | ...и мнозина се прехвърлиха към непристойната Мохамедова вяра, едни като се изплашиха, някои като се смекчиха чрез ласкателства или като бидоха победени от придобиване на богатство. | “ |
| Дуйчев, Ив. Из старата българска книжнина. Т. II, С., 1943, с. 254 | |   |

Помехамеданчването на местното българско население се вижда и от съхранените в Националната библиотека турски данъчни дефтери. Там домакинствата на мохамеданите подробно са отразени във връзка с данъчните привилегии на мюсюлманското население. В описи от 1485 г. е отразено, според обобщението след превода от доц. Румен Ковачев, че вече 8,6 % от домакинствата са мюсюлмански. Запазени са и други по-късни бележки за насилствено помохамеданчване, като Чепинският летописен запис, в който поп Методий Драгинов от Чепино разказва за помохамеданчването на християните в същото село, Беловската хроника и Бактунската хроника, но днес се лансира тезата за тяхната неавтентичност и обстоятелството, че са подправки писани през втората половина на 19 век.

Основни насилствени форми на приемане на исляма върху местното християнско население, срещани в историческите документи, са: масови – събирането на еничари чрез т. нар. кръвен данък, и индивидуални — отвличания на християнски девойки и принуждаването им да приемат исляма или да раждат мюсюлмански деца от своите съпрузи мюсюлмани, както и отвличания на християнски младежи или увещаването им да приемат исляма, което се е случило и със Св. Георги Нови Софийски.
Основни форми на доброволно приемане на исляма от местните християни са: социално-икономически – получаване на значителна еднократна парична помощ при приемане на исляма, придобиване на по-висок социален статус, осигуряване на по-голяма безопасност за семейството, избягване на данъка джизие и на кръвния данък, и идеологически — християни, които повярвали в основните принципи на мюсюлманската религия и ги приели: такива са били както някои православни християни, така и предишни противници на православието — например част от павликяните и богомилите.
В течение на поколения по-голямата част от помохамеданчените българи загубват родния си език, приемат модел на поведение, съответстващ на ислямската култура и постепенно се асимилират в господстващия турски миллет. Свидетелство за този процес дава Мидхат паша — управител на Дунавския вилает и велик везир на Османската империя, в своята статия „Турция: Минало, настояще, бъдеще“, публикувана във френското списание „Научен преглед за Франция и чужбина“, като пише:
| „                                                                  | Между българите има повече от един милион мохамедани. В това число не влизат нито татарите, нито черкезите. Тези мохамедани не са дошли от Азия, за да се установят в България, както обикновено се мисли. Това са потомци на същите тези българи, преобърнати в исляма през епохата на завоеванията и следващите години. Това са чеда на същата тази страна, на същата тази раса, и от същото това коляно. А между тях има една част, които не говорят друг език, освен български. | “ |
| Мидхат паша, Турция: Минало, настояще и бъдеще, 1878, №49, с. 1152 | |   |

Известният английски журналист Джеймс Баучер, живял в продължение на тридесет и две години в България като кореспондент на авторитетния вестник „Таймс“, срещал се с огромен брой българи мюсюлмани и посещавал многократно Родопите и другите райони в които те живеят, пише в своя статия следното: 
| „ | Родопските помаци или по-правилно — българите, приели насила исляма в епохата на завоеванията... са с по-чиста българска кръв, отколкото самите българи. | “ |

Съществуват и писмени сведения, че в първите години на османското завоевание исляма приемат много от болярите и местната аристокрация с цел запазване на привилегиите си. Като пример тук може да се даде синът на цар Иван Шишман, Александър, който приел името Искандер. Масовата ислямизация на Балканите започнала близо един век след окончателното им завоевание. Османските документи показват, че още през 15 век голяма част от населението на Ксантийско и Южните Родопи е изповядвало исляма, а през същия век е започнало възприемането на исляма и в региона на Неврокоп и Сяр.
По това време в района дошли юруците, както и членове на различни суфистки/суфийски ордени. Според някои изследователи благодарение на сунитските суфистки ордени на Мевлевия, Накшибендия, Халвентия и пр. бил разпространен ислямът сред богомилите, павликяните, патарените в Босна, сред албанците и пр. Докато шиитските суфистки братства като бекташиите, например, придобили привърженици сред албанците. Ислямизацията се улеснила и с въвеждането на специалния статут сред такива групи от населението на Балканите, като сред тях се набирали войници, които играели спомагателна роля за османската войска, маданджии (миньори), джелепкешани (овцевъди), търпанджии (косачи на сено за конете на османските войски), дервенджии (пазачи на проходи) и пр. В архивите също са изброени и имената на жителите през годините, като в определената година за насилствена ислямизация в Чепинското корито (днес Велинградско) например, все още съществували християни. В османските съдебни архиви има случаи и на смесени бракове. До 1839 г. висши военни и държавни служби могли да се заемат само от хора, изповядващи исляма. Религията е била от значение и при наследяването на имоти, поради това в едно семейство или близки роднини имаме случаи, когато едните са християни, а другите не са.